# المنصف (طبق)
المنصف هو شطيرة مصنوعة من نوع من اللحوم الباردة والجبن. تشتهر به مدينة المنصف في بلنسية لذلك سميت باسمه.